# Yosgart Gutiérrez
Yosgart Ernesto Gutiérrez Serna (ur. 15 marca 1981 w Guasave) – meksykański piłkarz występujący na pozycji bramkarza.

## Kariera klubowa
Gutiérrez jest wychowankiem zespołu Cruz Azul z siedzibą w stołecznym mieście Meksyk, w którym rozpoczął treningi w wieku szesnastu lat. Do seniorskiej drużyny został włączony sześć sezonów później, przez szkoleniowca Enrique Mezę, jednak w najlepszym razie pozostawał drugim bramkarzem ekipy i występował wyłącznie w drugoligowych rezerwach – najpierw Cruz Azul Oaxaca, a następnie Cruz Azul Hidalgo. W meksykańskiej Primera División zadebiutował dopiero za kadencji urugwajskiego trenera Sergio Markariána, 10 lutego 2008 w przegranym 0:2 spotkaniu z Necaxą. Kilka tygodni później wygrał rywalizację o miejsce w bramce z klubową legendą Óscarem Pérezem i został podstawowym golkiperem zespołu. W tym samym, wiosennym sezonie Clausura 2008 wywalczył z Cruz Azul tytuł wicemistrza Meksyku i sukces ten powtórzył również pół roku później, podczas jesiennych rozgrywek Apertura 2008.
Miejsce w wyjściowej jedenastce Gutiérrez zaczął tracić w marcu 2009 na rzecz Alfonso Blanco, a definitywnie został relegowany na ławkę trzy miesiące później, po przyjściu do klubu reprezentanta kraju Jesúsa Corony. Od tego czasu zastępował go tylko w razie chwilowej niedyspozycji spowodowanej kontuzją lub powołaniem do kadry. W 2009 roku dotarł ze swoją drużyną do finału najbardziej prestiżowych rozgrywek kontynentu – Ligi Mistrzów CONCACAF, a w sezonie Apertura 2009 zanotował swoje trzecie wicemistrzostwo kraju. W 2010 roku kolejny raz doszedł z Cruz Azul do finału północnoamerykańskiej Ligi Mistrzów, zaś kolejne sukcesy odniósł w wiosennych rozgrywkach Clausura 2013, kiedy to po raz czwarty w karierze został wicemistrzem kraju, a także zdobył krajowy puchar – Copa MX. Niezmiennie pozostawał jednak rezerwowym dla Corony i na ligowych boiskach pojawiał się sporadycznie.
Latem 2013 Gutiérrez został wypożyczony do drużyny Atlante FC z miasta Cancún, gdzie spędził rok; przez pierwsze sześć miesięcy pełnił rolę podstawowego golkipera, lecz później stracił miejsce między słupkami na rzecz Edera Patiño. Na koniec rozgrywek 2013/2014 spadł z Atlante do drugiej ligi meksykańskiej, zaś po powrocie do Cruz Azul jego sytuacja nie uległa zmianie – wciąż był wyłącznie alternatywą dla Jesúsa Corony i w tej roli wziął udział w Klubowych Mistrzostwach Świata, gdzie jego ekipa zajęła czwarte miejsce. Bezpośrednio po tym udał się na wypożyczenie po raz kolejny, tym razem do stołecznego klubu Pumas UNAM, którego barwy reprezentował przez rok, będąc trzecim bramkarzem po Alejandro Palaciosie i Alfredo Saldívarze. W tej roli w sezonie Apertura 2015 wywalczył z Pumas wicemistrzostwo kraju.
W styczniu 2016 Gutérrez na zasadzie sześciomiesięcznego wypożyczenia przeniósł się do drugoligowego zespołu Club Necaxa z siedzibą w Aguascalientes. Jako kluczowy bramkarz już w pierwszym sezonie Clausura 2016 triumfował w rozgrywkach Ascenso MX, awansując z Necaxą do pierwszej ligi, a sam został wybrany przez władze ligi najlepszym golkiperem rozgrywek. Równocześnie dotarł również z Necaxą do finału pucharu Meksyku, a bezpośrednio po promocji jego wypożyczenie zostało przedłużone o kolejny rok. Równocześnie został jednak relegowany do roli rezerwowego, wobec sprowadzenia do klubu Marcelo Barovero.

## Kariera reprezentacyjna
W lutym 2001 Gutiérrez został powołany przez José Luisa Reala do reprezentacji Meksyku U-20 na Mistrzostwa Ameryki Północnej U-20. Na kanadyjskich boiskach rozegrał dwa z trzech możliwych spotkań – z Jamajką (1:1) oraz Kanadą (0:1) – natomiast jego kadra zajęła dopiero trzecie miejsce grupie, przez co nie zakwalifikowała się na Młodzieżowe Mistrzostwa Świata w Argentynie.

## Statystyki kariery
| Cruz Azul | 2006–2007 | Meksyk | Liga MX    | 0   | 0 | 2  | 0 | —        | —  | — | 2   | 0 |
| Cruz Azul | 2007–2008 | Meksyk | Liga MX    | 13  | 0 | 1  | 0 | —        | —  | — | 14  | 0 |
| Cruz Azul | 2008–2009 | Meksyk | Liga MX    | 31  | 0 | —  | — | —        | —  | — | 31  | 0 |
| Cruz Azul | 2009–2010 | Meksyk | Liga MX    | 7   | 0 | —  | — | LMC      | 10 | 0 | 17  | 0 |
| Cruz Azul | 2010–2011 | Meksyk | Liga MX    | 1   | 0 | —  | — | LMC      | 6  | 0 | 7   | 0 |
| Cruz Azul | 2011–2012 | Meksyk | Liga MX    | 10  | 0 | —  | — | CL       | 2  | 0 | 12  | 0 |
| Cruz Azul | 2012–2013 | Meksyk | Liga MX    | 5   | 0 | 10 | 0 | —        | —  | — | 15  | 0 |
| Atlante   | 2013–2014 | Meksyk | Liga MX    | 19  | 0 | 7  | 0 | —        | —  | — | 26  | 0 |
| Cruz Azul | 2014–2015 | Meksyk | Liga MX    | 0   | 0 | —  | — | —        | —  | — | 0   | 0 |
| UNAM      | 2014–2015 | Meksyk | Liga MX    | 0   | 0 | 5  | 0 | —        | —  | — | 5   | 0 |
| UNAM      | 2015–2016 | Meksyk | Liga MX    | 0   | 0 | 4  | 0 | —        | —  | — | 4   | 0 |
| Necaxa    | 2015–2016 | Meksyk | Ascenso MX | 23  | 0 | —  | — | —        | —  | — | 23  | 0 |
| Necaxa    | 2016–2017 | Meksyk | Liga MX    | 0   | 0 | —  | — | —        | —  | — | 0   | 0 |
| Ogółem    | Ogółem    | Ogółem | Ogółem     | 109 | 0 | 29 | 0 | LMC + CL | 18 | 0 | 156 | 0 |

- LMC – Liga Mistrzów CONCACAF
- CL – Copa Libertadores